# Olímpic de Xàtiva
 (décembre 2022).
Si vous disposez d'ouvrages ou d'articles de référence ou si vous connaissez des sites web de qualité traitant du thème abordé ici, merci de compléter l'article en donnant les références utiles à sa vérifiabilité et en les liant à la section « Notes et références ».
Le Club Deportivo Olímpic de Xàtiva est un club espagnol de football basé à Xàtiva (Communauté valencienne). Le club est fondé en 1932 et joue actuellement dans le groupe III de la Segunda División B.

## Histoire
Les origines du football dans la ville de Xàtiva se situent en 1924 lorsque diverses équipes, dont le Club Deportivo Xàtiva, disputent le championnat valencien. L'Olímpic est fondé en 1932 et depuis lors ce club est le plus représentatif de Xàtiva.
En 1940, le club participe pour la première fois au championnat de Tercera división. Le club reste pendant trois longues périodes dans cette catégorie : de la saison 1945-1946 à 1950-1951, de 1956-1957 à 1967-1968 et de la saison 1971-1972 à 1976-1977. C'est en 1977 que le club parvient à monter dans une catégorie qui vient d'être créée, la Segunda División B, catégorie de bronze du football espagnol. L'Olímpic ne se maintient que deux saisons en Segunda División B. 
En 1987, l'Olímpic remporte le championnat de Tercera División et remonte en Segunda División B. Après quatre saisons en Segunda División B, le club descend de catégorie deux fois consécutivement. L'Olímpic retrouve la Tercera División lors de la saison 1994-1995 et y reste pendant six saisons. Puis le club redescend en Regional Preferente de la Communauté valencienne (D5).
C'est en 2007 que l'Olímpic parvient à remonter en Tercera División. Lors de la saison 2010-2011, l'Olímpic accomplit un beau parcours en championnat et est promu en Segunda División B.
Le 7 décembre 2013, l'Olímpic de Xàtiva affronte le Real Madrid lors des 1/16e de finale de la Coupe d'Espagne, et parvient à décrocher sur son terrain le match nul 0-0 à l'aller.

## Stade
Le stade de l'Olímpic de Xàtiva est le Campo de Fútbol La Murta qui peut accueillir 9 000 spectateurs. Les dimensions du terrain sont de 103m x 63m. Il a été construit en 1920. Le stade est remodelé en 1960. Il a de nouveau été remodelé récemment :
- Construction d'une nouvelle tribune en 1990.
- Nouveaux vestiaires en 1998.
- La tribune est couverte en 2000.
- Nouveaux sièges et nouveau panneau électronique pour le score en 2002.
- Pose du gazon artificiel en octobre 2005.
- Photos : vjgandia

## Maillot
- Tenue habituelle: maillot blanc, short blanc et bas blancs.
- Tenue de rechange: maillot rouge, short rouge et bas rouges.
- Deuxième tenue de rechange: maillot bleu, short bleu et bas bleus.

## Données du club
- Saisons en Première division : 0
- Saisons en Deuxième division : 0
- Saisons en Segunda división B (D3) : 9 (saison 2013-2014 incluse)
- Saisons en Tercera división : 41 (4 fois champion)
- Meilleur rang en championnat : 4º (Segunda División B saison 1987-1988)
- Moins bon rang en championnat : 19º (Tercera División saison 1999-2000)

## Palmarès
- Vice-champion du championnat d'Espagne amateur : 1934.
- Champion de Tercera División : 1959, 1960, 1961, 1987.

## Parcours
- 2009-10 : Tercera División (7º)
- 2010-11 : Tercera División (1º)
- 2011-12 : Segunda División B (9º)
- 2012-13 : Segunda División B (5º)
- 2013-14 : Segunda División B

## Anciens joueurs
- Edwin Congo
- Aser Pierrick Dipanda